# Grakhovsky (huyện)
Huyện Grakhovsky (tiếng Nga: ? райо́н) là một huyện hành chính tự quản (raion), của Udmurtia, Nga. Huyện này có diện tích 971 kilômét vuông, dân số thời điểm ngày 1 tháng 1 năm 2000 là 12000 người. Trung tâm của huyện đóng ở Grakhovo.